# コスモス・レッドシフト7
コスモス・レッドシフト7は地球から約130億光年離れた位置にある原始銀河である。英名のCosmos Redshift 7の頭文字をとってCR7とよばれることが多い。史上初めて、これまで確認されていなかった種族IIIの恒星が含まれている銀河である。

## 発見
コスモス・レッドシフト7はヨーロッパ南天天文台の研究チームがVLTやすばる望遠鏡を使って、ろくぶんぎ座の「コスモス・フィールド」という領域内で発見された。

## 特徴

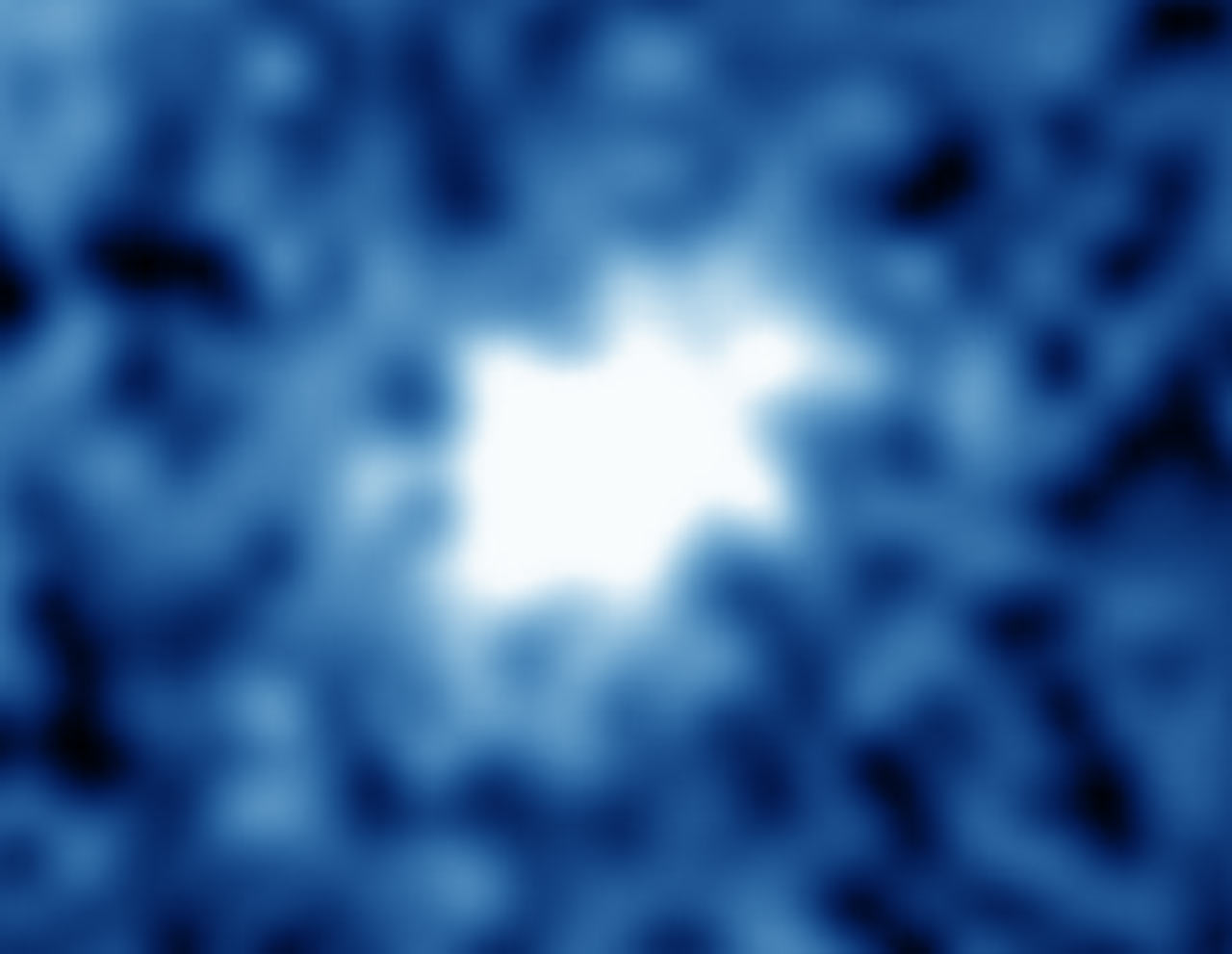
すばる望遠鏡で観測したコスモス・レッドシフト7

コスモス・レッドシフト7は宇宙誕生から約8億年後に存在した銀河であるが、この時代の典型的な銀河よりもはるかに明るいことが大きな特徴である。それまでに発見されていた、距離が同程度の銀河で最も明るい原始銀河、ヒミコの3倍もの明るさを持つ。コスモス・レッドシフト7を発見した研究チームが詳しく観測した結果、コスモス・レッドシフト7からは宇宙初期に存在していた水素とヘリウムしか検出されず、その他の重い元素は検出されなかった。これはこの銀河を構成している天体が水素とヘリウムからでしか形成されていないことを表す。これは宇宙の初期に存在したとされている種族IIIの恒星(ファーストスターとも言われる)の特徴と一致する。この観測結果によってコスモス・レッドシフト7に史上初めての種族IIIの恒星が発見された。
その後のハッブル宇宙望遠鏡による観測で、コスモス・レッドシフト7が1つの銀河ではなく、3つの銀河が集まった銀河群であることが明らかになった。この3つの銀河には明るさが大きい順にA、B、Cと名づけられている。この中で、種族IIIの恒星が存在するとされているのはAとBであり、推測ではAだけでも数億個の種族IIIの恒星があると考えられている。Cには種族IIIの恒星は存在しないと考えられている。ただし、Cには種族IIIの恒星の超新星残骸が残っているため、赤味を帯びた銀河とされている。

## 名称
Cosmos Redshift 7の「Cosmos」は前述のとおり、この銀河がコスモス・フィールドという領域で発見されたことに由来する。「Redshift 7」の「Redshift」は日本語で赤方偏移を意味しており、「7」はこの銀河の赤方偏移の6.604を四捨五入したものである。コスモス・レッドシフト7の略称「CR7」がポルトガルのサッカー代表選手のクリスティアーノ・ロナウドの愛称と同じであることから、コスモス・レッドシフト7の発見はスポーツ雑誌でも大きく取り上げられた。